# Gotard ze Służewa

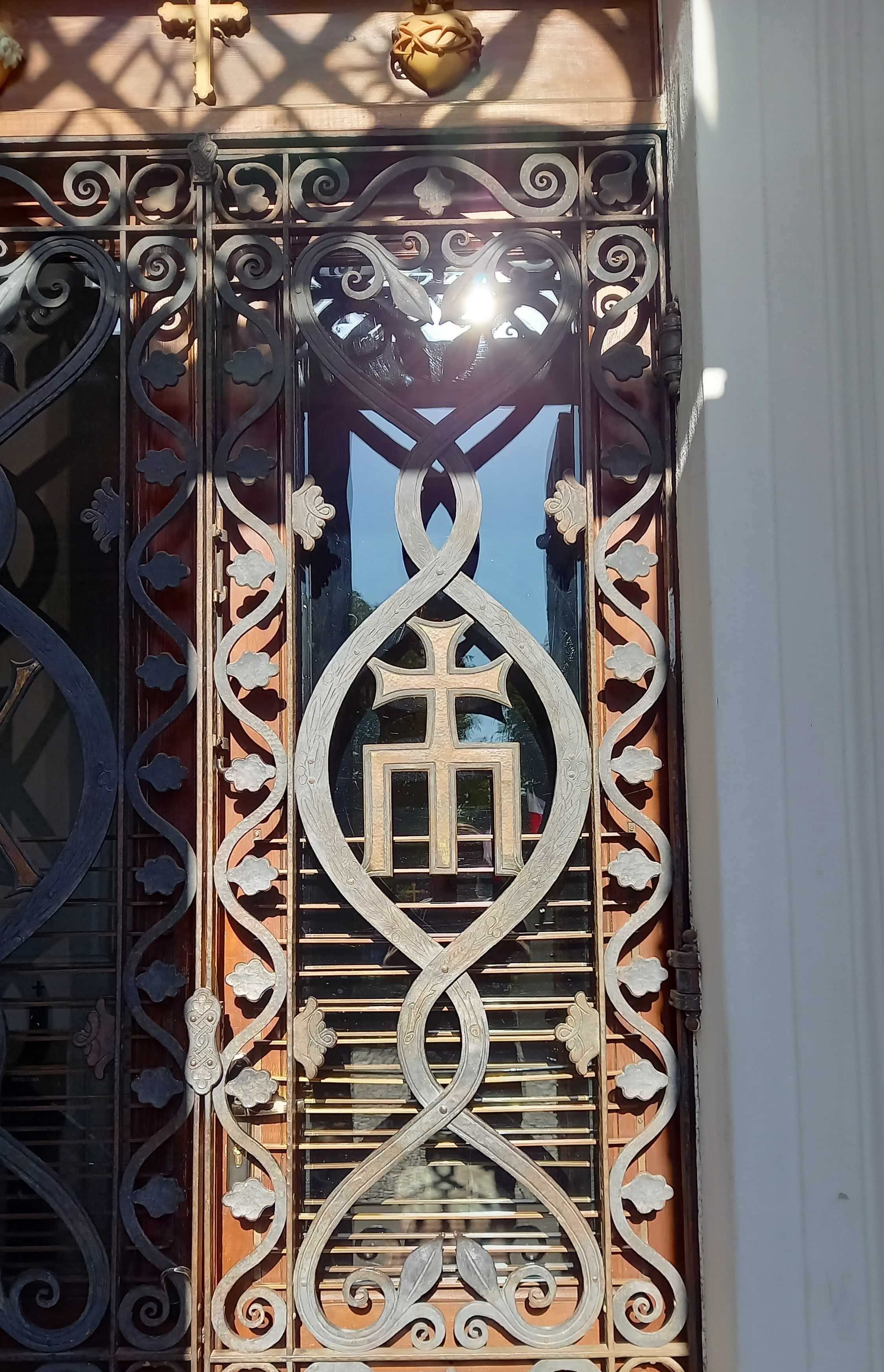
Herb Radwan/Wierzbowa – wrota kościoła św. Katarzyny na Służewiu.

Gotard ze Służewa herbu Radwan-Wierzbowa (XIII w.) – rycerz i komes księcia Konrada I Mazowieckiego i Bolesława I, kasztelan wiski, protoplasta rodu Radwanów-Wierzbowów.
Syn Łuki (Łukasza). Jako rycerz, możnowładca i dowódca wojskowy książąt mazowieckich sprawował urząd kasztelana wiskiego. W trakcie prowadzonych w obronie Mazowsza walk przeciwko Prusom i Jaćwingom, wziął do niewoli siedmiu nobili jaćwieskich, za których otrzymał potężny okup w srebrze. W nagrodę za odniesione zwycięstwa książę Konrad Mazowiecki nadał mu w 1245 roku dobra Służew. Dał początek m.in. rodowi Służewskich, kolatorów parafii Św. Katarzyny, którzy posiadali te dobra aż do XVII wieku, Okęckich i Rusieckich.
Jego imię nosi ulica na Służewcu, krzyżująca się z ulicą Jaćwingów.